# Nicholas-Reaktion
Unter der Nicholas-Reaktion versteht man eine chemische Reaktion, die der Umsetzung stabilisierter Propargylkationen mit Nukleophilen dient. Die Dreifachbindung des eingesetzten Propargylalkohols oder -ethers wird hierbei vor der Bildung des Kations durch Dicobaltoctacarbonyl geschützt. Durch die Nicholas-Reaktion können alkylierte Alkine erhalten werden.

## Mechanismus
Propargylkationen bilden zwei mesomere Grenzstrukturen aus, so dass ein Nukleophil an zwei verschiedenen Positionen angreifen kann und kein einheitliches Produkt gebildet wird.
Ein Propargylether bzw. ein Propargylalkohol (R4 = H) bildet säurekatalysiert ein Propargylkation aus. Dieses ist mesomeriestabilisiert (Grenzstrukturen a und b) und erlaubt einen nukleophilen Angriff an zwei verschiedenen Positionen (R1 bis R3 Alkyl- oder Arylrest).
Um die Selektivität für das erwünschte alkylierte Alkin zu erhöhen, wird bei der Nicholas-Reaktion zunächst die Dreifachbindung durch Umsetzung mit Dicobalthexacarbonyl geschützt (2). Dicobalthexacarbonyl kann dabei aus Dicobaltoctacarbonyl gewonnen werden. Das Kation wird nun durch Umsetzung mit einer Lewis-Säure aus dem Alkohol bzw. aus dem Ether gebildet (3a und 3b). Da die Dreifachbindung geschützt ist, können sich nicht mehr die im oberen Schema gezeigten mesomeren Grenzstrukturen ausbilden. Dem Nukleophil verbleibt nur noch eine Position, an der es angreifen kann (3a). Somit wird nur das gewünschte alkylierte Alkin 5 erhalten, das durch anschließende oxidative Abspaltung des Cobaltkomplexes freigesetzt wird.